# Kungliga Vetenskapsakademien
Kungliga Vetenskapsakademien (det kongelige, svenske videnskabsakademi) er en uafhængig organisation, hvis formål det er at fremme videnskaberne, først og fremmest matematik og naturvidenskab.
Akademiet blev grundlagt i 1739 efter udenlandske forbilleder af seks videnskabsmænd og politikere: Jonas Alströmer, Anders Johan von Höpken, Sten Carl Bielke, Carl von Linné, Mårten Triewald og Carl Wilhelm Cederhielm.

## Virksomheden rettes hovedsageligt imod
- at være et forum, hvor forskere mødes på tværs af faggrænserne
- at tilbyde særlige forskningsmiljøer
- at give støtte til yngre forskere
- at belønne fremragende indsatser inden for forskning
- at formidle internationale, videnskabelige kontakter
- at være talerør for videnskaben i samfundet og at påvirke forskningspolitiske prioriteringer
- at stimulere interessen for matematik og naturvidenskab i skolen
- at sprede videnskabelig og populærvidenskabelig information af forskellig slags

Akademiet uddeler hvert år Nobelprisen i fysik og kemi, Nobelprisen i økonomi, Crafoordprisen og et antal andre store priser.
Akademiet ledes af en præsident, som støttes af tre vicepræsidenter – alle valgt til disse tillidshverv for en vis periode. Sammen med den heltidsansatte, faste sekretær danner akademiets præsidium dets ledergruppe. Medlemskab af akademiet forkortes LVA.
Arbejdet med at udvælge nobelpristagerne sker i akademiets forskellige nobelkomiteer.

## Udgivelser
Vetenskapsakademiens handlingar blev publiceret som dets primære serie mellem 1739 og 1974. Samtidig blev andre store serier publiceret, der dog siden også er faldet fra:
- Öfversigt af Kungl. Vetenskapsakademiens förhandlingar (1844-1903)
- Bihang till Vetenskapsakademiens Handlingar (1872-1902)
- Vetenskapsakademiens årsbok (1903-1969)

Akademiet begyndte at publicere årlige rapporter om fysik og kemi (1826), teknologi (1827), botanik (1831) og zoologi (1832). Disse varede indtil 1860'erne, hvor de blev erstattet af Bihang-serien (betydende: supplement til hanlingarna). I starten af 1887 blev denne serie atter splittet op i fire sektioner (afdeling), som i 1903 blev uafhængige videnskabelige tidsskrifter med titlerne "Arkiv för...", heriblandt
- Arkiv för matematik, astronomi och fysik (1903-1949).

Yderligere omstrukturering af deres emner skete i 1949 og 1974.
Akademiets første udelukkende online tidsskrift er Electronic Transactions on Artificial Intelligence eller "ETAI" (ISSN 1403-3534). Det blev grundlagt i 1997 af Erik Sandewall, professor i datalogi ved Linköpings Universitet.
Aktuelle udgivelser
- Ambio (1972-)
- Acta Mathematica (1882-)
- Arkiv för matematik (1949- med denne titel; 1903-1949 også inkluderende fysik og astronomi)
- Acta Zoologica (1920-)
- Levnadsteckningar över Vetenskapsakademiens ledamöter (1869-), biografier over forhenværende medlemmer
- Physica Scripta (1970-), sammen med Det Norske Videnskaps-Akademi
- Porträttmatrikel (1971-), portrætter af nuværende medlemmer
- Zoologica Scripta (1972-), sammen med Det Norske Videnskaps-Akademi
- ETAI (1997-)